# Smardów
Smardów – wieś w Polsce położona w województwie wielkopolskim, w powiecie ostrowskim, w gminie Przygodzice.
Znany od 1407 jako wieś rycerska. W latach 1975–1998 miejscowość administracyjnie należała do województwa kaliskiego.